# بازی‌های کشورهای مشترک‌المنافع ۱۹۸۶
بازی‌های کشورهای مشترک‌المنافع ۱۹۸۶ (انگلیسی: 1986 Commonwealth Games) سیزدهمین بازی‌های کشورهای مشترک‌المنافع از تاریخ ۲۴ ژوئیه تا ۲ اوت ۱۹۸۶ در شهر ادینبرا اسکاتلند برگزار شد.

## تحریم
این بازی‌ها توسط اکثر کشورهای مشترک‌المنافع تحریم شدند. انگلستان که میزبان بازیهاست، در رابطه با سیاستی که باید در قبال دولت آفریقای جنوبی به دلیل آپارتاید اتخاذ کرد با سایر کشورهای مشترک‌المنافع اختلاف دارد. علی‌رغم اینکه از سال ۱۹۶۱ آفریقای حنوبی عضو کشورهای مشترک‌المنافع نیست، اما این کشورها به شدت نگران تبعیض نژادی هستند و خواهان تحریم آفریقای جنوبی هستند. اما دولت مارگارت تاچر با تحریم‌های اقتصادی مخالف است. تاچر بر این موضع کمی قبل از برگزاری بازی‌ها اصرار می‌ورزد که باعث می‌شود نیجریه اعلام کند که در این بازی‌ها شرکت نمی‌کند.

## موضع کشورها
نهایتاً ۳۲ کشور این بازی‌ها را تحریم کردند و فقط ۲۷ کشور در آن شرکت کردند. ·  از قاره آفریقا فقط چهار کشور، بوتسوانا، لسوتو، مالاوی و سوازیلند در این بازی‌ها شرکت کردند. در منطقه کارائیب نیز، به‌جز جزایر کیمن که خاک انگلستان محسوب می‌شود، سایر کشورها به شکل یکدست بازی‌ها را تحریم کردند.
کاروان اعزامی جزایر برمودا (که خاک انگلستان محسوب می‌شود) در مراسم گشایش شرکت کرد، ولی کمیته المپیک آن بلافاصله پس از آن دستور داد که به تحریم بازی‌ها بپیوندند.

## تیم‌های شرکت کننده

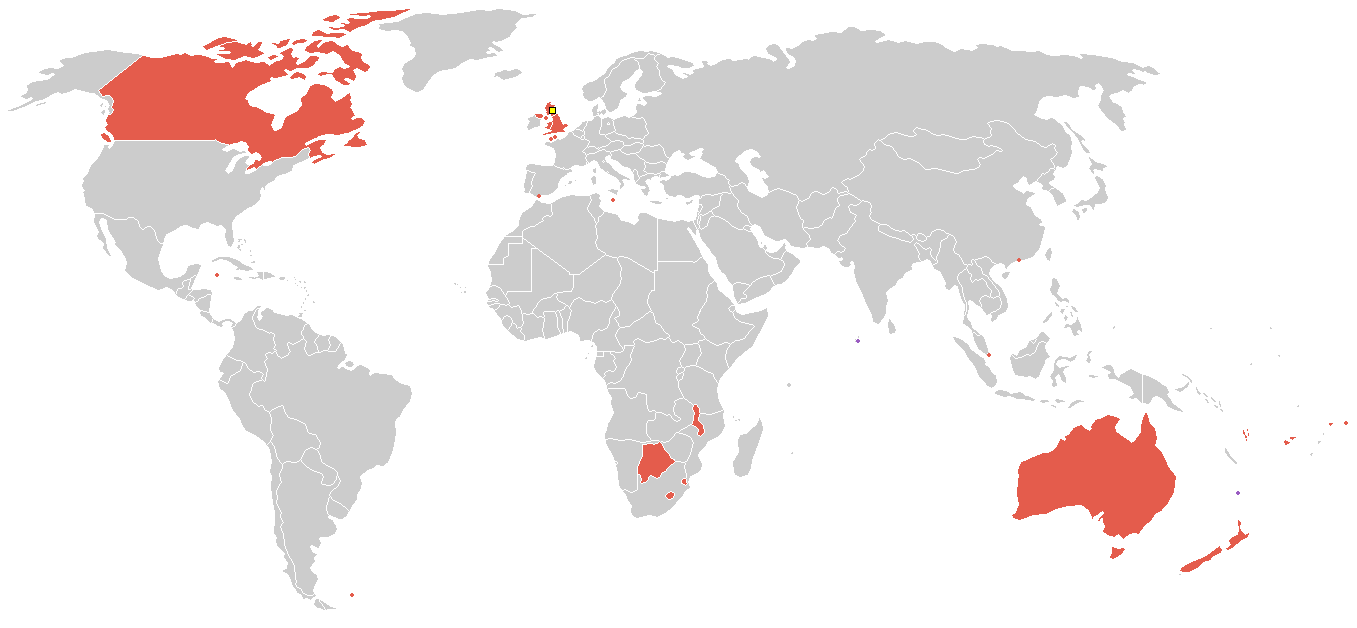
کشورهای مشترک‌المنافع شرکت کننده و قلمروهای آنها

کشورهای مشترک‌المنافع شرکت‌کننده در بازی‌ها برای اولین بار

| کشورهای مشترک‌المنافع شرکت‌کننده و قلمروهای آنها |
| --- |
| - استرالیا - برمودا[Note] - بوتسوانا - کانادا - جزایر کیمن - جزایر کوک - انگلستان - جزایر فالکلند - فیجی - جبل طارق - گرنزی - هنگ کنگ - جزیره من - جرزی - لسوتو - مالاوی - مالدیو - مالت - نیوزیلند - جزیره نورفک - ایرلند شمالی - اسکاتلند (host) - سنگاپور - اسواتینی - وانواتو - ولز - ساموآ توجه: برمودا پس از مراسم افتتاحیه از بازی‌ها کناره‌گیری کردند تا به تحریم بپیوندند. |
| - جزیره نورفک - مالدیو |

## کشورهای تحریم کننده
کشورهای مشترک‌المنافع و قلمروهای آن‌ها که بازی‌ها را تحریم کردند.

| - آنتیگوآ و باربودا - باربادوس - باهاما - بنگلادش - برمودا - بلیز - قبرس - دومینیکا - گامبیا - غنا - گویان - گرنادا - هند - جامائیکا - جزایر سلیمان - سری‌لانکا - سنت وینسنت و گرنادین‌ها - سیرالئون - سنت کیتس و نویس - سنت لوسیا - کنیا - موریس - مالزی - نیجریه - پاکستان - پاپوآ گینه نو - ترینیداد و توباگو - تانزانیا - جزایر تورکس و کایکوس - اوگاندا - زامبیا - زیمبابوه |